# Col du Lautaret
De Col du Lautaret is een bergpas in de Franse Alpen. 

## Wielrennen
De bergpas is bekend vanwege etappes in de Ronde van Frankrijk die deze col aandoen. Om de zuidzijde van Col du Galibier te beklimmen moet men eerst de Col du Lautaret bedwingen. De combinatie van deze twee cols maakt een etappe zeer zwaar. De meeste renners proberen dan ook hun krachten op de Col du Lautaret te sparen. De Col du Lauraret geldt in de Ronde van Frankrijk niet altijd als een gecategoriseerde beklimming, omdat doorgaans de Col du Galibier direct volgt. 
In de edities waarbij de Col du Lautaret een gecategoriseerde beklimming in de Ronde van Frankrijk was, kwamen als eerste door:
- 1950:  Apo Lazaridès
- 1951:  Gino Sciardis
- 1953:  Jean Le Guilly
- 1958:  Piet van Est
- 1960:  Jean Graczyk
- 1962:  Juan Campillo
- 1965:  Francisco Gabica
- 1972:  Joaquim Agostinho
- 2003:  Danilo Di Luca
- 2006:  David de la Fuente
- 2014:  Joaquim Rodríguez

## Plantentuin
Op de Col du Lautaret, op een hoogte van 2,100 meter, is de Jardin botanique alpin gevestigd. Deze plantentuin, ook Jardin d'altitude des cinq continents genaamd, maakt onderdeel uit van het Station alpine Joseph Fourier. In deze tuin worden planten uit de Alpen, de Kaukasus, de Andes, de Himalaya en de poolstreken gekweekt. 